# Región de los Andes
La Región de los Andes es una de las regiones político-administrativas organizadas en 1969 en Venezuela para su descentralización. Como su nombre indica, integra los estados andinos: Trujillo, Mérida y Táchira, además de algunos municipios de los estados Apure y Barinas: Páez del Estado Apure y  Bolívar, Cruz Paredes, Antonio José de Sucre, Ezequiel Zamora y Pedraza del Estado Barinas, ambos estados mayormente llaneros.

## Entidades Integrantes

### Estado Mérida
El estado Mérida se ubica al occidente de Venezuela, en la denominada región de los Andes formando parte de la cordillera de los Andes del continente suramericano; de los tres estados (Mérida, Táchira y Trujillo) que se ubican en esta región. El territorio del estado se ubica en la parte más alta de Venezuela, por lo tanto, hace a Mérida el estado más alto de Venezuela, con altitudes superiores a los 4.000 m s. n. m., llegando a su punto más elevado en el Pico Bolívar a unos 4.970 m s. n. m. Posee 23 municipios autónomos y 86 parroquias civiles. Sus principales ciudades son: Mérida, El Vigía, Tovar, Ejido, Lagunillas y Nueva Bolivia, con pueblos y aldeas muy reconocidas por su impacto turístico como Bailadores, Mucuchíes, Apartaderos, Jají, Los Nevados, Timotes, Pueblo Llano, Santo Domingo, La Azulita, Chiguará, Palmarito, Torondoy, Zea, Chachopo, Canaguá, Santa María de Caparo, Piñango, Aricagua, entre otros.
Se organiza estratégicamente en 6 zonas geopolíticas:
- Zona metropolitana
- Zona del Valle del Mocotíes
- Zona Sur del Lago
- Pueblos del Norte
- Pueblos del Sur
- Pueblos del Páramo

El Estado Mérida tiene una población total de 991.971 habitantes para el año 2015 según el INE., con una densidad poblacional de 83.25 hab/km², siendo las principales aglomeraciones urbanas el Área Metropolitana de Mérida con 447.269 habitantes (52,9 % población total), la Ciudad de El Vigía con 145.637 habitantes (13,2 % población total) y la Conurbación de Tovar (Valle del Mocotíes) con 104.817 habitantes (10 % población total).
Es uno de los estados con mayor diversidad geográfica, presentando diferentes paisajes a lo largo y ancho de su territorio, con zonas altas superiores a los 4.000 m s. n. m., zonas medias con elevaciones alrededor de los 900 y 1.600 m s. n. m. y zonas más próximas al nivel del mar como la denominada Zona Sur del Lago por debajo de los 200 m s. n. m.
Mérida posee temperaturas características de cada subregión pudiendo alcanzar los 32 °C en la Zona Sur del Lago, temperaturas menos cálidas en la Zona metropolitana con valores alrededor de los 25 °C, valores más templados entre los 17° y los 22° hacia las zonas del Valle del Mocotíes y los Pueblos del Norte, y temperaturas por debajo de los 12 °C en los Pueblos del Sur y los Pueblos del Páramo, alcanzando inclusive valores por debajo de 0 °C en estos últimos.

### Estado Barinas
Aunque esta entidad federal políticamente le pertenece a la Región de los Andes, gran parte del estado posee un relieve plano característico de los Llanos, con una elevación por debajo de los 100 m s. n. m., aquí se encuentra la ciudad de Barinas, la más grande de los llanos venezolanos. Geográficamente solo los Municipios Bolívar, Cruz Paredes, Antonio José de Sucre, Ezequiel Zamora y Pedraza pertenecen a la Región Los Andes, Destacando localidades como Socopó, Pedraza, Santa Bárbara, Ciudad Bolivia, Barrancas, Altamira de Cáceres, Calderas y Barinitas, estas últimas 4 propiamente de Monte bajo Andino las cuales son consideradas las localidades Andinas por excelencia de esta entidad nacional.
La economía de este estado se basa principalmente en la ganadería, posee un número elevado de cabezas de ganado, que lo colocan entre los estados de mayor producción del país. Tiene gran importancia la ganadería de bovinos con aproximadamente 2.000.000 de cabezas, tanto de ganado de carne como de leche, que han dado movilidad a importantes industrias pecuarias y de productos lácteos, con una producción diaria de cerca de 600.000 litros de leche. Asimismo cabe destacar su diversificada agricultura con cultivos de arroz, sorgo, algodón, plátanos, tabaco, yuca y ajonjolí. A un alto costo ecológico y de destrucción ambiental se efectúa la explotación maderera de las reservas forestales de Ticoporo y Caparo, desenvolviéndose la industria maderera en Socopó. El estado Barinas es la segunda entidad del país en cuanto a la producción de madera en rola, aportando el 22 % de la producción nacional.

### Estado Táchira
La capital del estado es San Cristóbal, la única ciudad de la región con jerarquía de Centro Regional de acuerdo al Sistema Urbanístico Nacional de Venezuela; de igual forma es el mayor centro financiero de la región andina.
En el estado se desarrollan una amplia gama de actividades financieras, industriales, comerciales, agrícolas y manufactureras que suplen a toda la región andina en gran parte, la zona fronteriza con Colombia, los llanos occidentales y el Sur del Lago de Maracaibo; generando un PIB de US$ 12.245 millones, que representa el 40 % del total regional.
La condición de estado fronterizo estimula en gran medida una economía de servicios, las aduanas terrestres de San Antonio y Ureña en conjunto se sitúan en el tercer lugar nacional por recaudación fiscal; es la sede de numerosas entidades bancarias, líneas de transporte de alcance nacional y organismos públicos.
El Estado Táchira presenta tres grandes zonas geográficas bien definidas:
- La Llanura Lacustre ubicada hacia el norte de la entidad, que es la prolongación de la planicie del sur del Lago de Maracaibo; hasta su fértil piedemonte andino. En esta zona se presentan las más altas temperaturas de la entidad. Sobre esta llanura se asientan varias ciudades de gran importancia como la ciudad de La Fría, que es sede de un aeropuerto internacional, zona industrial y centro de acopio de actividades ganaderas y agropecuarias. Antiguamente el Ferrocarril del Táchira llegaba hasta esta ciudad; vía férrea que la conectaba con el puerto de Encontrados en el Lago de Maracaibo. La ciudad de Colón es la cuarta más poblada de la entidad, es sede de varias instituciones de educación superior y una pujante vida comercial. De la misma forma se encuentran en la zona de la llanura lacustre, las poblaciones de Coloncito, y La Tendida. La mayor parte de la planicie del sur del Lago de Maracaibo presenta una ganadería intensiva, cultivos de Plátano y Caña de Azúcar.
- Los Llanos en el extremo occidental de los Llanos del Orinoco donde las temperaturas son menos cálidas que la llanura lacustre del sur del Lago de Maracaibo; por encontrarse a una mayor altitud comprendida entre los 220 y 350 m s. n. m..En esta zona se encuentran asentadas las ciudades de El Piñal, sede de una importante industria láctea y ganadera; La Pedrera, que es un nodo de vías de comunicación entre la población de Guasdualito y el resto del país; y la población de Abejales, capital del Municipio Libertador. En esta zona se desarrollan actividades ganaderas y de industria láctea; igualmente actividades mineras relacionadas con la extracción de fosfatos y rocas asfálticas. Así como una amplia gama de cultivos agropecuarios.
- La Cordillera la tercera zona geográfica del Estado Táchira se asienta sobre la Cordillera de Los Andes. Es la zona donde se concentra la mayoría de la población tachirense, sus actividades industriales y agropecuarias. La Ciudad de San Cristóbal, capital del estado y ciudad más importante de la Región Andina, está ubicada en el corazón de la zona cordillerana, sobre la Depresión del Táchira; que marca el límite entre la Cordillera Oriental proveniente de Colombia y la Cordillera de Mérida que se adentra hacia el territorio venezolano. Esta zona es la más extensa y característica de la geografía tachirense; pues discurre a lo largo de toda la entidad en sentido suroeste - noreste. Aparte de la capital estatal, se asientan sobre esta zona las ciudades de Táriba, Cordero, Palmira, Los Capachos (Viejo y Nuevo), y San Josecito; que juntas conforman al Gran San Cristóbal englobando a más de 1000.000 de habitantes.

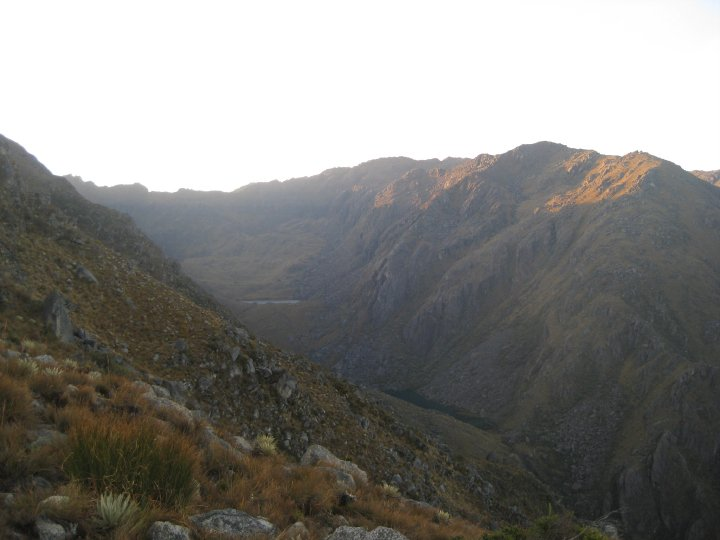
Pico El Púlpito, la mayor elevación del Estado Táchira.

Dentro de esta zona geográfica, se encuentran en su sector sur las ciudades de Rubio y Santa Ana del Táchira; ambas ciudades poseen numerosos centrales de beneficio del café, siendo este el principal rubro de cultivo de esta zona. Hacia el occidente de la zona de montaña, sobre el piedemonte de la misma, se encuentra el sector fronterizo con la República de Colombia y sus principales ciudades son San Antonio del Táchira y Ureña. Ambas ciudades giran en torno al comercio internacional de bienes y servicios, son sede de las aduanas terrestres fronterizas de San Antonio y Ureña; existen en estas dos ciudades una amplia gama de industrias manufactureras de mediana envergadura; mayormente industria textil y de cerámicas. Ambas conforman junto con Villa del Rosario y Cúcuta ubicadas en territorio colombiano, una conurbación binacional de casi un millón habitantes aproximadamente.
El sector nororiental de la Zona de Montaña es el asiento de ciudades como La Grita, que en la época colonial fuese capital de la Provincia de La Grita, y luego de forma intermitente del Estado Táchira, la Provincia de Mérida de La Grita, y del Gran Estado de Los Andes. También se asienta sobre el sector norte de la zona cordillerana, la población de El cobre. Las mayores actividades económicas de este sector de la geografía tachirense están enfocadas en la agricultura y el turismo, debido a su riqueza paisajística y numerosos parajes andinos. Se encuentran en esta zona, las mayores altitudes de los andes tachirenses, siendo el Pico El Púlpito con sus 3942 m s. n. m. la mayor cumbre del Estado Táchira.
El estado Táchira conformaba junto con el Municipio Páez del estado Apure la extinta Región Sur Occidental hasta el 25 de octubre de 1999, fecha en que ambas entidades pasan a hacer parte de la Región Andina.

### Estado Trujillo
Las principales ciudades del Estado Trujillo son Valera, Boconó y Trujillo, que representan los principales mercados inmobiliarios e industriales del estado, además cuentan con sitios turísticos interesantes. El estado Trujillo representa la puerta de los Andes Venezolanos, y de los estados andinos es el de más fácil acceso vía terrestre, teniendo el estado Lara, uno de los más poblados del país en sus cercanías. El estado Trujillo se divide en tres importantes zonas:
Eje Panamericano: Conocido también como la zona baja, está conformado por llanuras, una depresión cercanas a la zona sur del Lago de Maracaibo, la principal ciudad de esta zona es Sabana de Mendoza, siendo este su principal núcleo económico, teniendo cercanos las ciudades de Sabana Grande, El Dividive, Escuque y Monte de Carmelo. La temperatura en esta zona del estado es templada seca, con un promedio de 32 °C, el eje panamericano es una zona con importante desarrollo agrícola y ganadero, a este eje pertenece también el puerto lacustre La Ceiba, que a través del lago de Maracaibo tiene salida al mar, además gracias a la carretera panamericana tiene fácil conexión con la ciudad de El Vigía del estado Mérida, y la ciudad de Caja Seca del estado Zulia.
Valles del Motatán: Conformado por la zona central del estado, accidentado por un sistema montañoso que conforman valles derivados del río motatán, en este eje central están situadas la capital del estado, la ciudad de Trujillo y la principal ciudad, Valera, el desarrollo económico de esta zona tiene un importante crecimiento en la región, puesto que cuentan con un conjunto de ciudades y pueblos que están alrededor de todo el eje montañoso y central que contribuyen al desarrollo del estado, su principal ciudad, Valera, cuenta con una zona metropolitana junto a los municipios San Rafael de Carvajal y Motatán, además cuenta con una avenida que es popularmente conocida como el eje vial que la comunica con la capital del estado en tan solo 20 minutos aproximadamente, abriendo también acceso a los municipios Pampán, Pampanito y Carache.
Valles del Boconó: Esta zona es la región de páramo del estado, que se sitúan en los valles derivados del río Boconó, su principal núcleo económico es la ciudad de Boconó, que es conocida como la segunda ciudad más poblada del estado, geográficamente es el municipio más grande de Trujillo y uno de los más grandes de los tres estados andinos, esta zona también está conformada por los municipios Urdaneta, Carache y Juan Vicente Campo Elías, estos municipios tienen el accidente geográfico montañoso más elevado de todo el estado, la ciudad de Boconó se ubica a una altura 1225 m s. n. m., también se encuentra en este municipio el pico más alto del estado Trujillo, y el pico más elevado de Venezuela fuera del estado Mérida, conocida como la Teta de Niquitao, esta serranía viene derivada de los parques nacionales Sierra Nevada y Sierra de la Culata, ambos pertenecientes al estado Mérida, la cordillera se dirige al estado Trujillo por el sureste a través del páramo de Guirigay del municipio Boconó, extendiéndose también a los municipios Campo Elías y Urdaneta. El clima en esta zona, es templado de montaña, y en algunas zonas se encuentra clima frío de páramo.
En este eje se concentran un gran número de pueblos, conformando una zona rural importante, en donde la agricultura es el principal motor económico, lo conforman pueblos como Tuñame, La Quebrada, Niquitao, Jajó, Las Mesitas, La Mesa de Esnujaque, entre otros, además se encuentran los dos parques nacionales que tiene el estado Trujillo, parque nacional General Cruz Carrillo, (Guaramacal), y el parque nacional Dinira, el cual es compartido con el estado Lara, en esta zona se encuentran los puntos limítrofes del estado con los estados Barinas, Portuguesa, Lara y Mérida, a su vez esta zona, tiene el mayor impacto turístico de estado Trujillo.

### Municipio Páez (Apure)
En su condición de municipio fronterizo, la zona maneja gran parte del comercio entre el Estado Apure de Venezuela y el Departamento Arauca de Colombia. Además, en este municipio se ubica el recurso forestal más importante del país, la Selva de San Camilo [cita requerida]. Otras actividades de gran importancia son la ganadería, agricultura, pesca y los productos relacionados. La alcaldía del Municipio Páez por iniciativa del exalcalde José Alvarado ha impulsado la instalación de una fábrica de zapatos y una fábrica de ropa, las cuales se espera que generen un impacto económico en la zona. El Instituto de Crédito Municipal ha entregado unos 1500 microcréditos a pequeños y medianos productores.

## Demografía
La región tiene una población aproximada de 4 260 000 habitantes y la mayoría de sus ciudades están enclavadas sobre la cordillera andina y su piedemonte. Del total regional, un 30 % de habitantes corresponden al Estado Táchira, un 24 % al Estado Mérida, un 22 % al Estado Barinas; un 20 % al Estado Trujillo y un 4 % al Estado Apure. Las principales ciudades de la región son las siguientes:
Sin embargo, los datos referentes a las áreas metropolitanas no coinciden con los de los centros urbanos, por lo que las metrópolis más grandes son las siguientes:

## Geografía

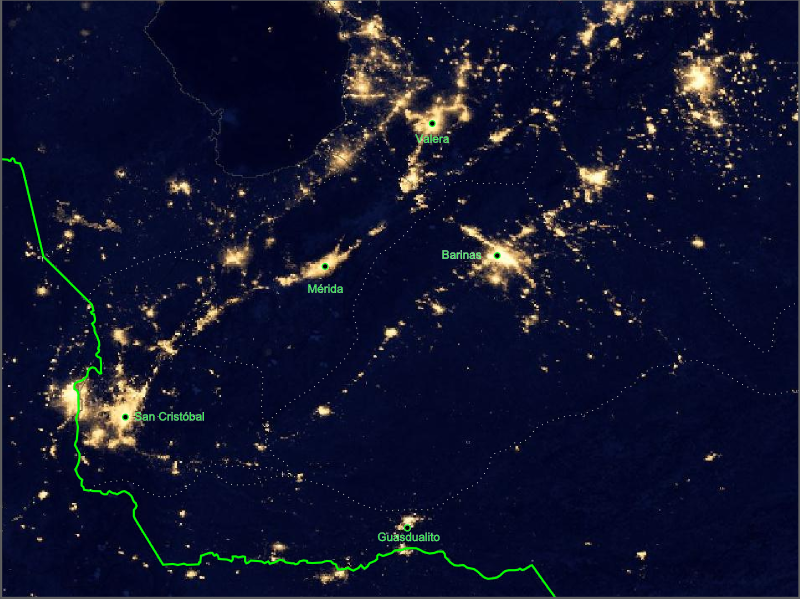
Principales zonas urbanas de la Región Andina

La región de los Andes es la de mayor amplitud climática y variedad geográfica de Venezuela; paisajes de sabana llanera, bosques húmedos, zonas áridas de vegetación xerófila, litoral lacustre donde predominan las altas temperaturas y páramos de nieves perpetuas convergen a lo largo y ancho de la geografía regional. Abarca el ramal de la cordillera andina en Venezuela que va desde el estado Táchira hasta el sur del estado Lara. La región se caracteriza por poseer un clima notablemente más templado que el resto del país, llegando al clima gélido de páramo en las áreas nevadas.

Perfil altimétrico de la Carretera Trasandina

En una prolongación de los Andes Colombianos, que al llegar al Nudo de Pamplona se bifurca en dos cadenas: la Sierra de Perijá y la cordillera de Mérida o de los Andes Venezolanos. La separación entre la Cordillera Oriental Colombiana y la de Mérida está demarcada por la depresión del Táchira. Una larga hendidura tectónica divide a los andes en dos bloques paralelos: la sierra del norte o de la culata y la sierra de Mérida, en esta última se encuentran algunos de los picos más altos del país como el Pico Humboldt y el Pico Bolívar.
La región posee salida al mar a través del Lago de Maracaibo, utilizando el puerto de La Ceiba en el estado Trujillo, sin embargo su mayor enlace con el exterior se da en la frontera internacional del Estado Táchira con la República de Colombia a través de las aduanas terrestres de San Antonio y Ureña.
En gran parte del estado Barinas y el Municipio Páez del estado Apure la geografía es mayormente típica de las llanuras, siendo las zonas más fértiles aquellas que colindan con el piedemonte andino, y a medida que se encuentra más alejado de la cordillera andina, el paisaje es más árido y seco la mayoría del año, y frecuentemente inundado en los meses invernales.

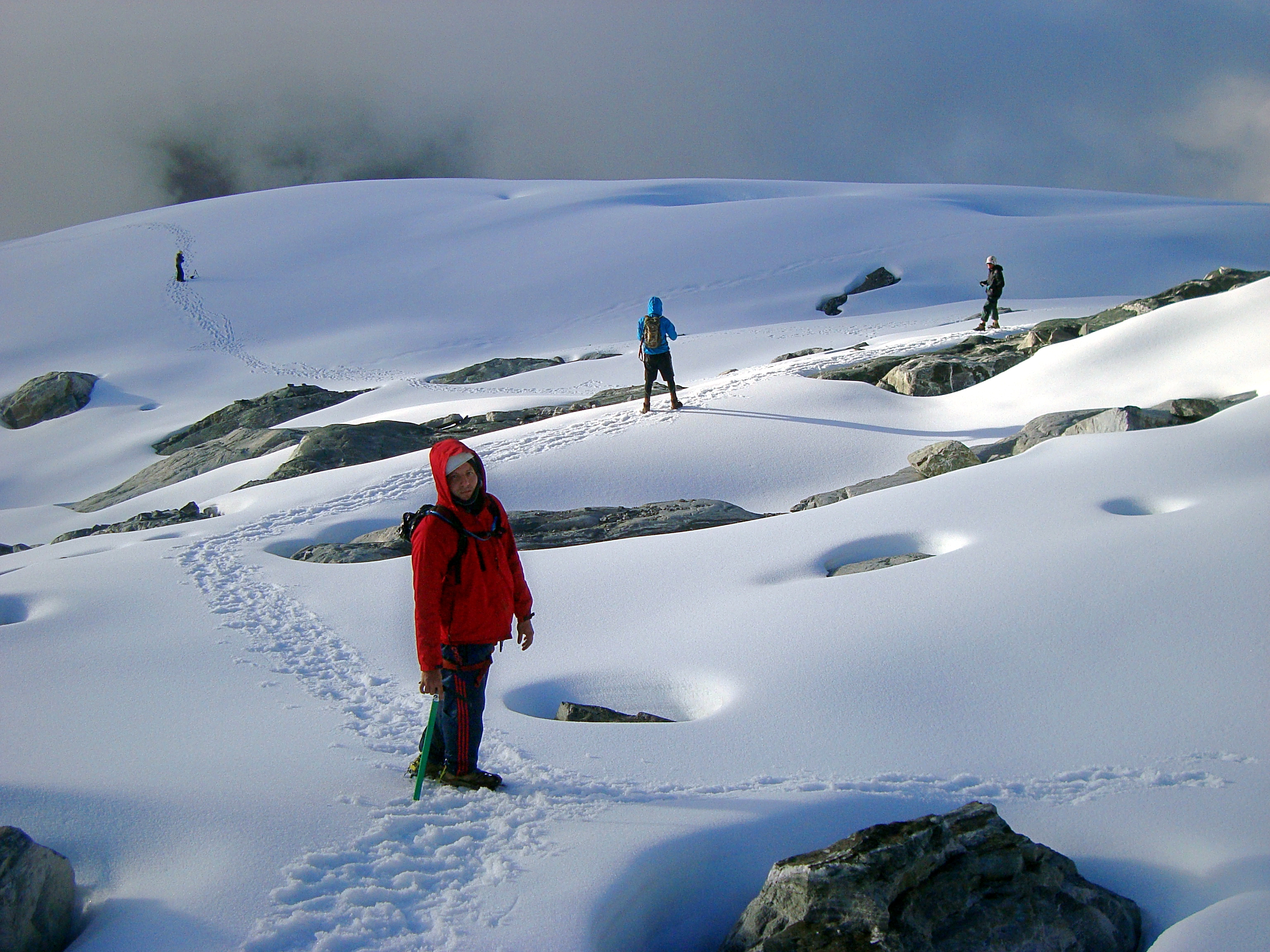
Nieves perpetuas en el estado Mérida
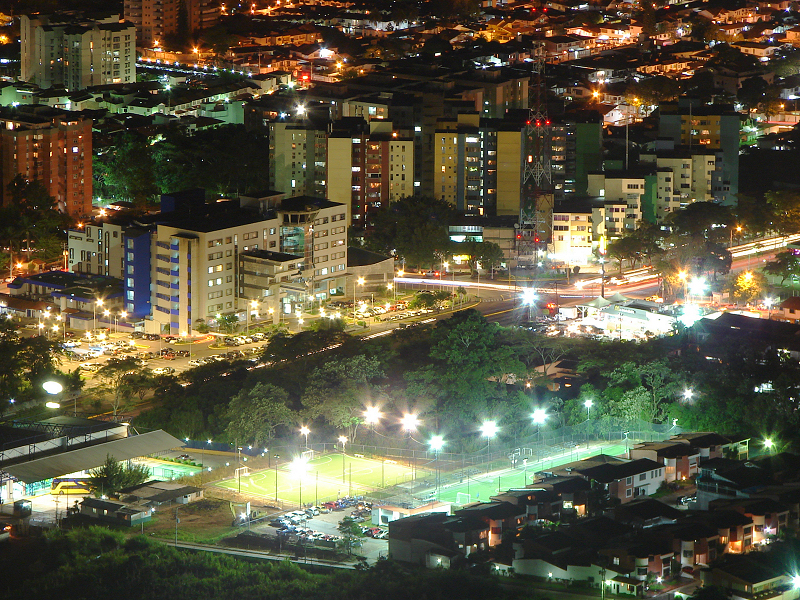
San Cristóbal capital del Estado Táchira
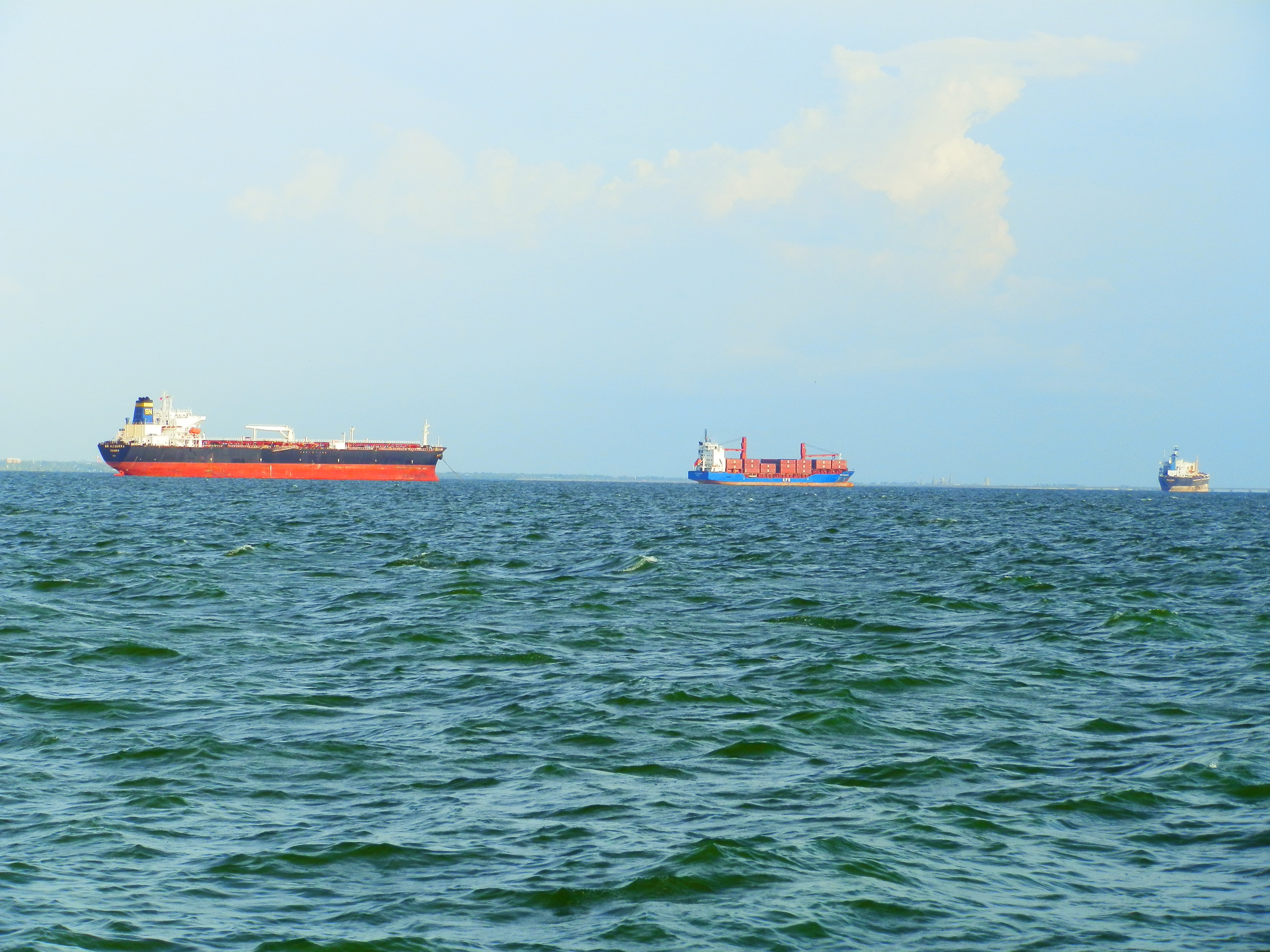
Puerto de La Ceiba estado Trujillo
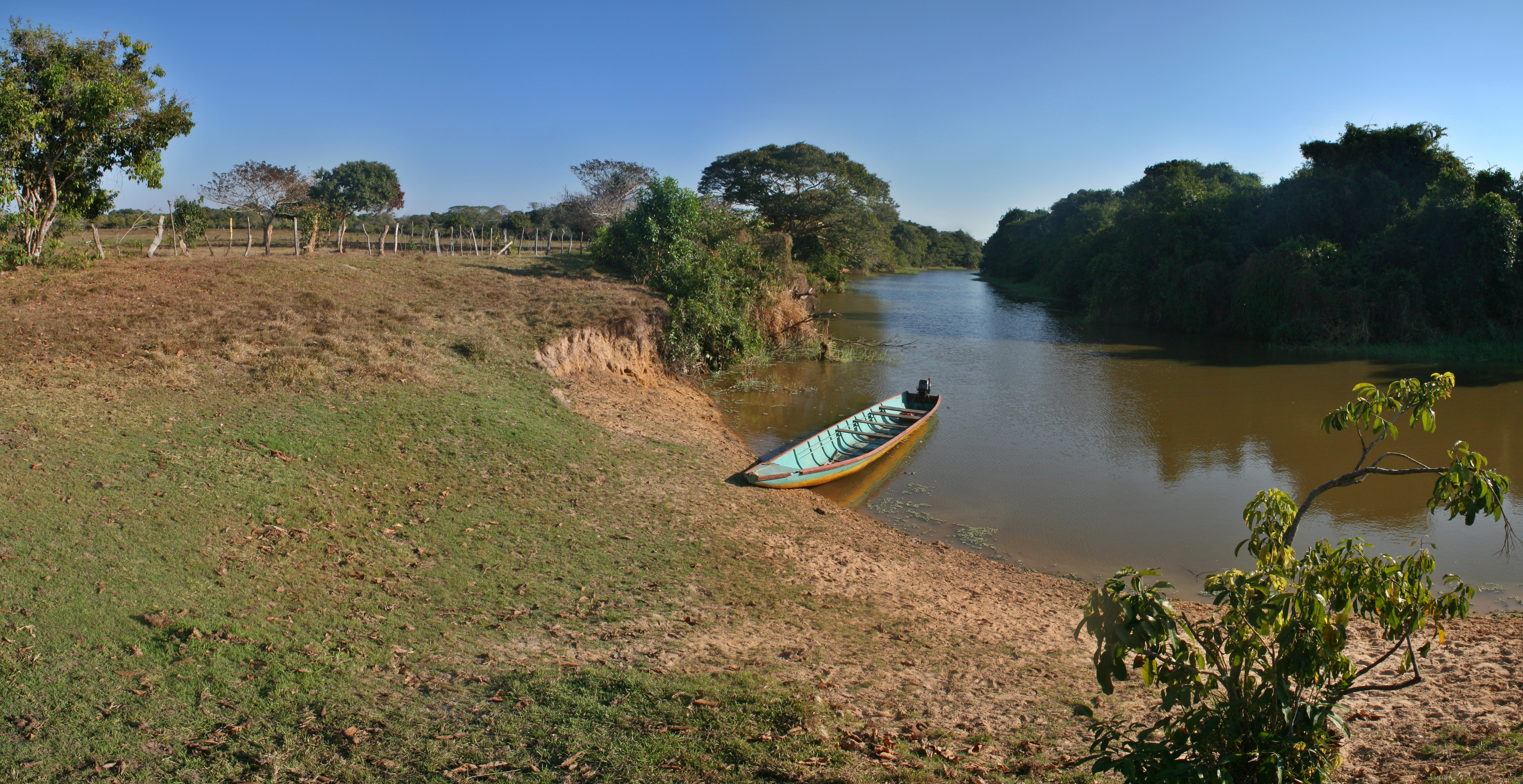
Río Arauca en el Municipio Páez